# Заворожённый
«Заворожённый» (англ. «Spellbound») — психологический детектив Альфреда Хичкока по роману Хилари Сент-Джорджа Сондерса и Джона Палмера (под коллективным псевдонимом Фрэнсис Бидинг) «Дом доктора Эдвардса» (1927). Фильм вышел на экраны в 1945 году. Сцена сна в фильме поставлена художником Сальвадором Дали (созданные им образы сочли неприятными и по указанию продюсера Дэвида Селзника большую их часть вырезали в процессе монтажа).

## Сюжет
В отдалённую психиатрическую больницу приезжает новый врач, чтобы занять пост главного врача. В его поведении сразу становятся заметны странные черты, по которым в нём начинают видеть больного амнезией, выдающего себя за врача. Подозрения нарастают, когда выясняется, что настоящий врач бесследно пропал на лыжном курорте.
Влюблённая в мнимого врача Констанс Питерсен пытается разобраться в происходящем. После того, как мнимый доктор сбегает из больницы, она находит его в нью-йоркском отеле и старается провести собственное расследование. В результате становится понятно, что амнезия мнимого врача вызвана тем, что он стал свидетелем убийства настоящего доктора, но выяснить, виновен ли он в его смерти, крайне затруднительно.
Вместе со своим старым учителем Александром Брюловым Констанс пытается найти следы произошедшего в кошмарных снах своего пациента (сцена сна снята при участии Сальвадора Дали). В результате Констанс удаётся найти подлинного убийцу — им оказывается главный врач больницы, устранивший претендента на своё место. Фильм заканчивается самоубийством разоблачённого убийцы.

## В ролях
- Ингрид Бергман — доктор Констанс Питерсен
- Грегори Пек — Джон Баллантайн / доктор Энтони Эдвардс
- Михаил Чехов — доктор Александр Брюлов
- Лео Г. Кэрролл — доктор Мёрчисон
- Ронда Флеминг — Мэри Кармайкл
- Норман Ллойд — мистер Гармс
- Джон Эмери — доктор Флёро
- Билл Гудвин — детектив в отеле
- Стивен Герей — доктор Графф
- Дональд Кертис — Гарри
- Уоллес Форд — незнакомец в отеле
- Арт Бейкер — лейтенант Кули
- Пол Харви — доктор Ханиш
- Реджис Туми — сержант Гиллеспи

В титрах не указаны
- Ирвинг Бейкон — железнодорожный сторож
- Виктор Килиан — шериф

По своему обыкновению, Альфред Хичкок ненадолго появляется в своем фильме в роли мужчины с сигарой, выходящего из лифта в отеле «Империя», на 45-й минуте фильма.

## Восприятие и критика
В беседе с Хичкоком Франсуа Трюффо, которого в целом фильм разочаровал, отмечал, что: «…зритель получает „туманный“ фильм, насыщенный диалогом. На мой вкус, „Заворожённый“ беден фантазией, особенно на фоне других Ваших картин», а сам Хичкок признавал картину неудачной и выделял такие недостатки в фильме: «Он слишком запутан, а объяснения, которые даются в финале, малопонятны».
Тем не менее фильм пользовался успехом у публики. Так, Селзник писал, что на просмотре «мы не могли успокоить публику с того самого момента, как его имя [Грегори Пека] появилось на экране, и только после трех или четырёх сцен дамы перестали „охать“, „ахать“ и перешёптываться».
Журнал «Тайм» писал про фильм: «Ловкость и острота Хичкока, мастерство его камеры подняли „Заворожённого“ над рутиной голливудских боевиков», а критик газеты «Нью-Йорк геральд трибюн» добавлял: «Игра Ингрид Бергман и Грегори Пека заставляет испытать психическое потрясение».

## Награды
- 1946 Премия Оскар
  - Лучшая музыка — Миклош Рожа

### Номинации
- 1946 Премия Оскар
  - Лучший актёр второго плана — Михаил Чехов
  - Лучшая операторская работа (ч/б) — Джордж Барнс
  - Лучший режиссёр — Альфред Хичкок
  - Лучшие спецэффекты — Джек Косгроув
  - Лучший фильм

## Выпуск

### Театральная касса
Фильм вышел на экраны 8 декабря 1945  года. После выхода фильма в британском прокате он побил все рекорды кассовых сборов в Лондоне, в обоих известных театрах, London Pavilion и Tivoli Theatre of Varieties, за один день, неделю, месяц, праздничные дни и воскресенья.

### Критика
Обзор Newsweek оценил фильм как «превосходную и захватывающую мелодраму».